# Дорогий доктор
«Дорогий доктор» (англ. Royal Pains, «Королівські болі») — американський медичний телесеріал, прем'єра якого відбулася на телеканалі USA Network 4 червня 2009 — 6 липня 2016 року. Головні ролі виконали Марк Фоєрстін, Пауло Костанцо, Джилл Флінт, Решма Шетті, Брук д'Орсе, Кемпбелл Скотт і Бен Шенкман.
Серіал частково заснований на реальній практиці так званої «консьєрж-медицини; медицини за викликом» (відносини між пацієнтом і лікарем, в яких пацієнт платить щорічний внесок або аванс), що практикується незалежними лікарями та компаніями.

## Сюжет
Серіал розповідає про Генка Лоусон, молодого лікаря швидкої допомоги. Будучи помилково звинуваченим у смерті важливого пацієнта, він переїжджає в Гемптонс (на Лонг-Айленді), нехотя стає «лікарем за викликом» для багатих і знаменитих. Коли адміністратор місцевої лікарні просить його лікувати менш заможних жителів, Генк опиняється перед вибором — робити добро для інших чи для себе.

## У ролях

### Основний склад
- Марк Фоєрстін — доктор Генк (Генрі) Лоусон
- Пауло Костанцо — Еван Рот Лоусон
- Решма Шетті — Дівія Катдер
- Джилл Флінт — Джилл Кейсі (1-4 сезони, періодична роль у 8-му сезоні)
- Брук Д'Орсей — Пейдж Коллінз (Лоусон) (4-8 сезони; періодична роль у 2-3 сезонах)
- Бен Шенкман — доктора Джеремія Сакані (5-8 сезони; періодична роль у 4-му сезоні)
- Кемпбелл Скотт — Борис Кюстер фон Юргенс-Ратеніч (4 і 5 сезони; періодична роль у 1-3 та 6-8 сезонах)

### Періодичні ролі
- Генрі Вінклер — Едді Р. Лоусон, батько Генка й Евана, письменник, колишній в'язень
- Анастасія Гріффіт — докторка Емілі Пек, суперниця Генка
- Майкл Б. Сільвер — Кен Келлер («Кіллер»), спортивний агент і колишній шкільний хуліган, з 5-го сезону — юрист клініки
- Том Кавана — Джек О'Маллі, професійний гольфіст (запрошена зірка 2-го сезону, періодична роль у 3-му сезоні)
- Кайл Говард — енергійний доктор Пол Ван Дайк («Ві-Ді»), штатний лікар «Гемптон'с Герітейдж», брат-близнюк Деніела («Ді-Ві-Ді»)
- Анна Джордж — Рубіна Катдер, мати Дівії, традиційна індійська домогосподарка
- Аджай Мехта — Девеш Катдар, суворий батько Дівії
- Анджела Геталс — Джинні

## Список епізодів
| Сезони | Епізоди | Прем'єрний показ | Прем'єрний показ |
| Сезони | Епізоди | початок          | закінчення       |
| ------ | ------- | ---------------- | ---------------- |
| 1      | 12      | 4 червня 2009    | 27 серпня 2009   |
| 2      | 18      | 3 червня 2010    | 24 лютого 2011   |
| 3      | 16      | 29 червня 2011   | 22 лютого 2012   |
| 4      | 16      | 6 червня 2012    | 16 грудня 2012   |
| 5      | 13      | 12 червня 2013   | 11 вересня 2013  |
| 6      | 13      | 10 червня 2014   | 2 вересня 2014   |
| 7      | 8       | 2 червня 2015    | 21 липня 2015    |
| 8      | 8       | 18 травня 2016   | 6 липня 2016     |

1. 1 2  Fernsehserien.de